# Wide Field Infrared Explorer
El Wide Field Infrared Explorer o WIRE és un observatori espacial de la NASA dedicat a observar en l'espectre infraroig. Va ser llançat el 5 de març de 1999 i forma part del programa SMEX (Small Explorer Program).
Els objectius de WIRE eren:
1. determinar quina fracció de la lluminositat de l'Univers a un desplaçament cap al roig de 0,5 i major era a causa de galàxies amb una gran taxa de naixements estel·lars
2. determinar si les protogalàxies lluminoses són comunes a desplaçaments cap al roig menors que 3
3. crear un catàleg major que el de l'observatori IRAS
4. realitzar un reconeixement celeste amb una sensibilitat 500 vegades major que la de l'IRAS a 12 i 25 μm

La nau està estabilitzada en els tres eixos, amb una precisió de 2 minuts d'arc en l'apuntat. Els panells solars generen una potència de 170 watts usant cèl·lules solars d'arsenur de gal·li, que alimenten una bateria de níquel-cadmi amb una capacitat de 9 ampers-hora. El sistema de control utilitza un processador 80386 amb 99 MB de memòria. La transmissió de dades es realitza amb un transpondedor de 5 watts en banda S.
L'instrument principal és un telescopi Cassegrain de 30 cm d'obertura amb un límit de difracció de 25 μm, sense parts mòbils. L'òptica hauria d'haver estat refredada a 19 Kelvin i els detectors a 7,5 Kelvin mitjançant l'ús de 3 kg d'hidrogen sòlid.
El llançament va tenir lloc sense problemes, però després de la inserció en òrbita la cobertura que protegia l'hidrogen sòlid va ser ejectada prematurament, provocant l'ejecció d'hidrogen gasós, impartint impuls a la nau i fent que girés descontroladamente a una velocitat de fins a 60 rpm. El control de terra va aconseguir controlar el gir de la nau una vegada que l'hidrogen es va haver esgotat, però la missió científica ja no podia tenir lloc al no quedar hidrogen sòlid amb el qual refredar els instruments. Les operacions es van redirigir a l'ús del seguidor d'estels de la nau per realitzar observacions a llarg termini de la lluentor d'alguns estels brillants i fer estudis de astrosismologia.

## Paràmetres orbitals
- Perigeu: 537 km
- Apogeu: 582 km
- Inclinació orbital: 97,5 graus